# Nati nel 1539
| Questa pagina contiene informazioni ricavate automaticamente dalle voci biografiche con l'ausilio del template Bio e di un bot. L'aggiornamento è periodico e automatico e ricostruisce completamente la pagina. Se manca una persona in questa lista, sei pregato di non aggiungerla, ma accertati piuttosto che la sua voce biografica contenga il template Bio e che i dati anagrafici siano correttamente compilati. Se il template Bio manca, inseriscilo tu stesso o, in alternativa, metti l'avviso {{tmp\|Bio}} che ne segnala la mancanza. Se i dati riportati sono sbagliati, correggi direttamente la voce biografica; le modifiche saranno visibili in questa lista entro pochi giorni. Per chiarimenti vedi il progetto biografie. La lista contiene solo le 58 persone che sono citate nell'enciclopedia e per le quali è stato implementato correttamente il template Bio. Pagina aggiornata al 18 ago 2025. |

## Gennaio(1)
- 7 gennaio - Sebastián de Covarrubias, lessicografo, crittografo e presbitero spagnolo († 1613)

## Febbraio(4)
- 13 febbraio - Elisabetta d'Assia, nobile tedesca († 1582)
- 15 febbraio - Giovanni Battista Bertucci il Giovane, pittore italiano († 1614)
- 15 febbraio - Alessandro Valignano, gesuita, scrittore e missionario italiano († 1606)
- 23 febbraio - Salima Sultan Begum, principessa e poetessa indiana († 1613)

## Marzo(2)
- 18 marzo - Maria di Nassau, nobildonna olandese († 1599)
- 29 marzo - Johann Fleischer, teologo tedesco († 1593)

## Aprile(4)
- 5 aprile - Giorgio Federico di Brandeburgo-Ansbach, nobile († 1603)
- 12 aprile - Garcilaso de la Vega, scrittore peruviano († 1616)
- 18 aprile - Federico Zuccari, pittore italiano († 1609)
- 30 aprile - Barbara d'Austria, nobile austriaca († 1572)

## Maggio(2)
- 18 maggio - Nicolò di Gesù Maria Doria, banchiere e religioso italiano († 1594)
- 22 maggio - Edward Seymour, I conte di Hertford, nobile inglese († 1621)

## Giugno(2)
- 6 giugno - Caterina Vasa, principessa svedese († 1610)
- 27 giugno - Lionardo Salviati, umanista, filologo e scrittore italiano († 1589)

## Luglio(1)
- 4 luglio - Ludovico VI del Palatinato, nobile tedesco († 1583)

## Settembre(4)
- 1º settembre - Cesare Speciano, vescovo cattolico italiano († 1607)
- 9 settembre - Andrea Gonzaga, nobile italiano († 1586)
- 14 settembre - Vincenzo Carrari, letterato e storico italiano († 1596)
- 18 settembre - Ludovico Gonzaga-Nevers, nobile italiano († 1595)

## Novembre(1)
- 1º novembre - Pierre Pithou, scrittore francese († 1596)

## Dicembre(2)
- 1º dicembre - François Feuardent, teologo, predicatore e francescano francese († 1610)
- 5 dicembre - Fausto Sozzini, teologo italiano († 1604)

## Senza giorno specificato(35)
- José de Acosta, gesuita e scrittore spagnolo († 1600)
- Jost Amman, illustratore svizzero († 1591)
- Alessandro Andreasi, vescovo cattolico italiano († 1593)
- Andō Chikasue, militare giapponese († 1587)
- Ankokuji Ekei, militare giapponese († 1600)
- Alvise Belegno, politico, avvocato e letterato italiano († 1606)
- Cesare Benedetti, vescovo cattolico italiano († 1609)
- Giuseppe Bottone, scultore italiano († 1575)
- Felice Brusasorzi, pittore italiano († 1605)
- Giovanni Vincenzo Casali, scultore, architetto e ingegnere italiano († 1593)
- Fabrizio Dentice, compositore, liutista e gambista italiano († 1581)
- Giovan Battista Deti, letterato italiano († 1607)
- Gianandrea Doria, ammiraglio e nobile italiano († 1606)
- Pietro Fachetti, pittore e incisore italiano († 1613)
- Pietro Fiorini, architetto italiano († 1629)
- Nikolaus Haller, mercante tedesco († 1584)
- Karin Hansdotter, svedese († 1596)
- Henry Herbert, II conte di Pembroke, nobile e politico inglese († 1601)
- Hōjō Ujiteru, militare giapponese († 1590)
- Ichijō Nobutatsu, militare giapponese († 1582)
- Maeda Gen'i, militare giapponese († 1602)
- Mahinthra Thirat, sovrano siamese († 1569)
- Fantino Petrignani, arcivescovo cattolico italiano († 1600)
- Jean Riolan, medico francese († 1605)
- Girolamo Rossi, storico, filosofo e medico italiano († 1607)
- Olivier de Serres, agronomo e botanico francese († 1619)
- Ippolito Tartaglino, compositore e organista italiano († 1582)
- Pomponio Torelli, nobile e letterato italiano († 1608)
- Torii Mototada, militare giapponese († 1600)
- Pietro Usimbardi, vescovo cattolico italiano († 1611)
- Dario Varotari il Vecchio, pittore e architetto italiano († 1596)
- Carlo Ventimiglia Moncada, nobile, politico e militare italiano († 1583)
- Ascanio Vittozzi, architetto italiano († 1615)
- Antonino da Patti, religioso italiano
- Juan de Zúñiga y Requeséns, diplomatico e politico spagnolo († 1586)